# 武田信玄 (アーケードゲーム)
『武田信玄』（たけだしんげん）は、1988年8月にジャレコが発売した業務用ビデオゲーム。戦国時代を舞台に、武田信玄が展開した4つの戦いをゲーム化したアクションゲームである。
ジャレコのシステム基板「メガシステム1」の第3弾として発売された。
家庭用版は1989年にエイコムよりPCエンジン版が発売。2021年にPlayStation 4版とNintendo Switch版がアーケードアーカイブスの1作品として配信。
日本国外でも稼働しており、タイトルは「SHINGEN SAMURAI Fighter」（PCエンジン版はTAKEDA）。

## 概要
全4ステージ1周エンドで構成されたアクションゲームとなっており、2人同時プレイが可能。追加クレジットを投入すれば途中参加やコンティニュープレイも出来る。
1P側のプレイヤーは武田信玄を、2P側は武田信廉を操作し、敵兵を倒しながらアイテムを集めパワーアップや体力回復などを行いつつステージを進み、宿敵上杉謙信を倒せばゲームクリアとなる。なお信玄は赤の鎧、信廉は青の鎧を身につけ、それぞれカラーリングや刀の構え方が異なるが性能差は無い。
ボタン操作は1レバー＋3ボタン。3つのボタンはそれぞれ左攻撃・右攻撃・ジャンプとなっており、これにより、後退しながら前方の敵を攻撃することが可能となっている。なお、反転攻撃は通常の攻撃モーションとは異なる挙動を取り、たとえば左向きで右攻撃を行うと攻撃速度が速くリーチも長い後ろ突きを繰り出す。

## ゲーム内容

### システム
次々と登場する敵兵・僧兵などを倒し、全滅させればクリアとなる任意スクロール型のアクション面、流鏑馬で的や敵兵・鳥・忍者などを撃ち落とすボーナス面、各面のボスの武将と1対1で対決するボス面の3種類があり、「アクション面→ボーナス面→アクション面→ボス面」の流れで1面が構成される（ゲーム中では「第○戦」と表記される）。

### アイテム
特定の敵を倒すと文字アイテムが出現、時間の経過で「風」→「林」→「火」→「山」→「風」と文字が変化する。「風」「林」「火」「山」全てのアイテムを集めると飛び道具が使用可能となり、離れていても攻撃ができる。ただし、この状態はその面のみ有効で、次の面に移ると全てのアイテムが無くなり、最初から集め直しとなる。なお風林火山のアイテムはプレイヤーアウトやコンティニューでも無くならず、そのまま持ち越される。
- 風 - 移動速度が上がる（一段階のみ）
- 林 - 手に軍配を持ち、防御力が上がる（一段階のみ）
- 火 - 刀が光り、攻撃力が上がる（一段階のみ）
- 山 - 体力ゲージの最大値が上がる
- 武田菱 - 体力回復アイテム。青と赤の2種類が存在する。
- 銭・兜 - 得点アイテム
- P - 一定時間体が点滅し無敵状態となる。この間に斬り付けた敵は一撃必殺となり、真っ二つになって画面外に吹き飛ぶ。
- ジャレコマーク - 1UP
- 俵 - 面の各所に配置され、斬ると爆弾が転げだし爆風で敵を倒すことができる。

## ステージ構成
- 第1戦 1542年諏訪氏攻撃
  - 諏訪頼重 - 上段の構えから太刀を振り下ろして攻撃。
- 第2戦 1548年塩尻峠の戦い
  - 小笠原長時 - 鎖鎌を得物とし、間合いが離れていても攻撃をしてくる。
- 第3戦 1550年戸石崩れ
  - 村上義清 - 離れていると大砲を連射して攻撃、間合いが近いと大砲を打撃武器にして攻撃してくる。
- 第4戦 1561年川中島の戦い
  - 上杉謙信 - 跳ね回って太刀を振るだけの影武者を倒すと、流鏑馬面を挟み本物が登場。太刀攻撃に加え、射程無限の短刀を投げて攻撃してくる。

## 移植版
| No. | タイトル | 発売日        | 対応機種                      | 開発元   | 発売元     | メディア                                | 型式    | 備考               |
| --- | -------- | ------------- | ----------------------------- | -------- | ---------- | --------------------------------------- | ------- | ------------------ |
| 1   | 武田信玄 | 1989年7月28日 | PCエンジン                    | エイコム | エイコム   | 2メガビットロムカセット                 | AC89002 |                    |
| 2   | 武田信玄 | 2021年6月24日 | PlayStation 4 Nintendo Switch | ジャレコ | ハムスター | ダウンロード （アーケードアーカイブス） |         | アーケード版の移植 |

PCエンジン版
1989年にエイコムから発売。「上杉謙信を倒すアクションゲーム」という骨子は変わらないが、業務用の難易度を緩和し、全体的に大幅なアレンジが施された。
- 変更点
  - 一人プレイ専用となり、武田信玄のみで出撃する。
  - 2ボタンのPCエンジン純正パッドを考慮され、左右攻撃が廃止。キャラが向いた方向に攻撃する仕様となる。
  - 流鏑馬面が無くなり、ステージを進み、最後にいるボスを倒すと次の面に進むという流れに変わった。
  - 業務用のBGMがそのまま使われているが、業務用のボス戦BGMが1面BGMに使われるなど、演奏箇所の変更がなされた。また4面で使われるBGMの殆どがオリジナルのものに差し替えられた。
  - スコアの概念を撤廃。残機制と体力制の併用から体力制のみとなり、体力が尽きるとその場でゲームオーバーとなる。
  - コンテュニューは標準装備されていないが隠しコマンドで使用可能。但し3回が限度で増やすことは出来ない。
  - 敵を倒すとお金と経験値が増え、経験値を積むと風林火山の技を順に会得する。体力回復や武器のパワーアップはステージクリア後に登場する商人からアイテムを買うことで行う。
  - 新たにしびれ薬がアイテムとして登場、取ると一定時間敵の動きを止めることができる。それ以外の登場アイテムは体力回復と爆弾のみになった。
  - キャラのスピードアップは出来ない。ただし山の技の性能を利用しダッシュで移動することができる。
  - 最終ボスである上杉謙信に敗れた場合、コンティニューできずそのままバッドエンドとなる。

- 技
  - 風の技 - ジャンプすると自動的に発動。ジャンプしながら敵を斬る兜割りの技。
  - 林の技 - 左or右+IIボタン短めの同時押し。剣を槍のようにして突き刺す。攻撃を武器で防ぐ敵に対して有効。
  - 火の技 - I+IIボタン同時押し。振り向き様に背後の敵を斬る。連続して入力することで、その場で剣を水平方向に360度振り回し死角が無くなる。
  - 山の技 - 左or右+IIボタン長めの同時押し。ダッシュしながら複数の敵をまとめて斬る胴斬りの技。耐久力のある敵に対して使うとノックバックしながら連続でダメージ判定が入り、大ダメージを与えることができる。

## 評価
PCエンジン版
ゲーム誌『ファミコン通信』の「クロスレビュー」では5・4・6・3の合計18点、『月刊PCエンジン』では60・75・70・65・65の平均67点、『マル勝PCエンジン』では4・5・5・7の合計21点（満40点）、『PC Engine FAN』の読者投票による「ゲーム通信簿」での評価は以下の通りとなっており、17.18（満30点）点となっている。また、この得点はPCエンジン全ソフトの中で468位（485本中、1993年時点）となっている。同雑誌1993年10月号特別付録の「PCエンジンオールカタログ'93」では、「宿敵、上杉謙信を倒すために、武田信玄が単身敵地に乗り込むという大胆な設定。敵も味方も剣で斬りあうというチャンバラのノリがユニーク」と設定に関して肯定的な意見を述べつつも、「キャラが大きく、動きがわりと大ざっぱ」とゲーム性に関しては否定的なコメントで紹介されている。
| 項目 | キャラクタ | 音楽 | 操作性 | 熱中度 | お買得度 | オリジナリティ | 総合  |
| 得点 | 3.08       | 2.82 | 2.75   | 3.02   | 2.63     | 2.89           | 17.18 |